# Province d'Itata
La province d'Itata est une province de la Région de Ñuble au Chili. Sa capitale est Quirihue par son developpement.

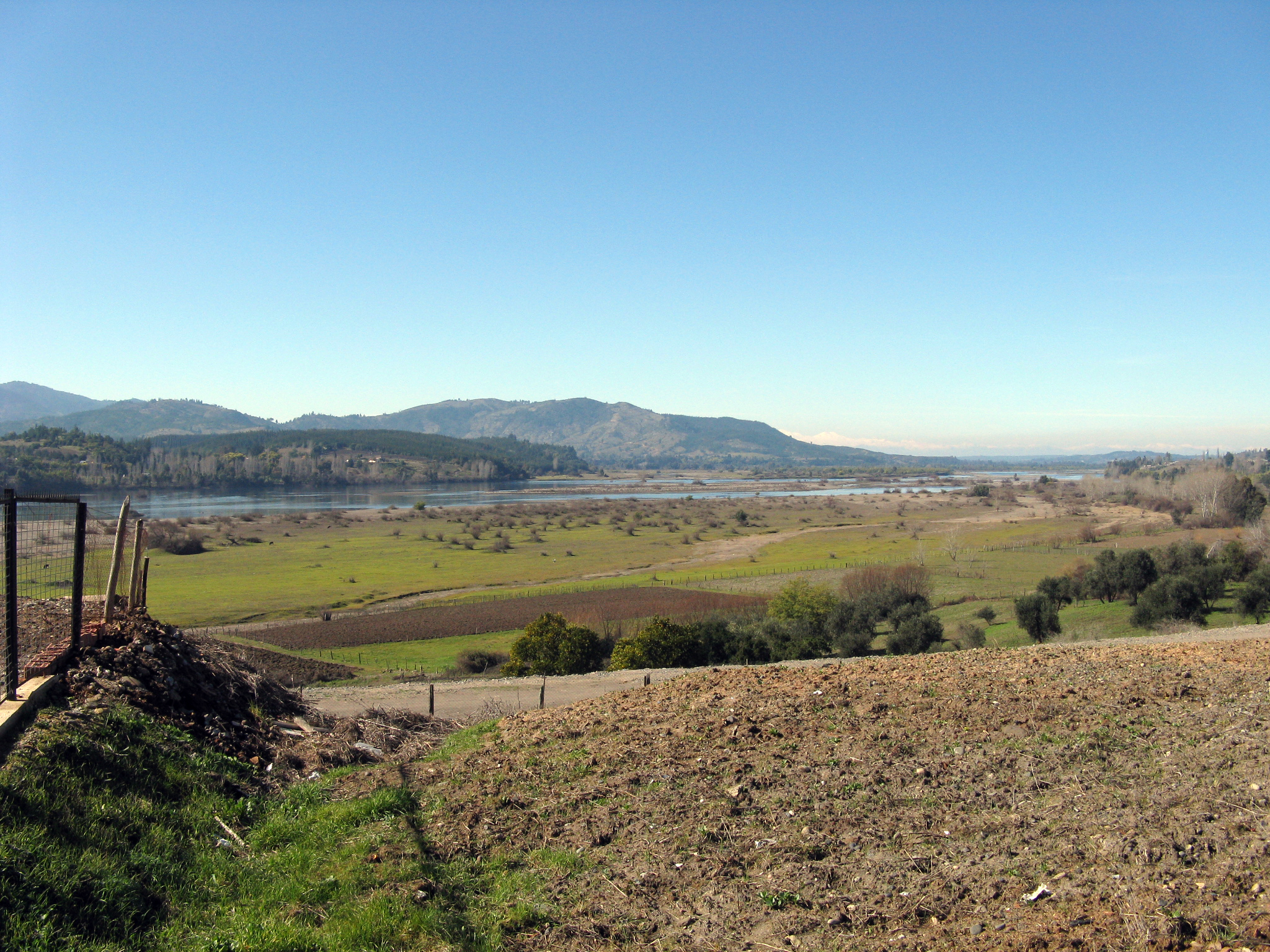
Ville de Ñipas, commune de Ránquil, province d'Itata, XVIe région du Ñuble, Chili. La rivière Itata peut être vue en arrière-plan. Prise en août 2010.

## Communes
- Cobquecura (1493 hab.)
- Coelemu (16 082 hab.)
- Ninhue (5738 hab.)
- Portezuelo (4953 hab.)
- Quirihue (11 429 hab.)
- Ránquil (5683 hab.)
- Treguaco (5296 hab.)

## Administration
Gouverneur provincial : Rosanna Yáñez (Evópoli) (Depuis le 6 septembre 2018)
| Commune    | Maire                                 |
| ---------- | ------------------------------------- |
| Cobquecura | Julio Fuentes Alarcón (PR)            |
| Coelemu    | Alejandro Pedreros Urrutia (Ind./PDC) |
| Ninhue     | Carmen Blanco Hadi (RN)               |
| Portezuelo | René Schuffeneger Salas (RN)          |
| Quirihue   | Richard Iribarra Ramírez (PR)         |
| Ránquil    | Benito Bravo Delgado (PPD)            |
| Treguaco   | Luis Cuevas Ibarra (Ind./PS)          |